# Alexander Tschernek
Alexander Tschernek (* 10. Juni 1966 in München) ist ein deutscher Schauspieler, Hörspielsprecher und Autor.

## Leben
Tschernek begann seine künstlerische Laufbahn im Alter von zehn Jahren als Tölzer Sängerknabe. Nach ersten Erfahrungen als Schauspieler bei den Burgfestspielen Jagsthausen (1985–1987) besuchte Tschernek zwischen 1987 und 1990 die Hochschule für Musik und Darstellende Kunst Frankfurt am Main. 1998 wurde er Mitglied des Verbandes der Autorinnen und Autoren der Schweiz. Seit 2005 veranstaltet er die Lesereihe Philosophie Pur und ist Mitwirkender am 2011 von Stefan Brotbeck gegründeten Philosophicum, einem freien Institut für Forschung, Bildung und Kultur in Basel. Er lebt und arbeitet in Wien und Basel. Neben seiner schauspielerischen Tätigkeit ist Tschernek auch als Regisseur und Autor tätig und schreibt Lyrik, Hörspiele und Theaterstücke.

## Künstlerische Laufbahn

### Tölzer Knabenchor
Von 1976 bis 1980 war Tschernek Mitglied und Solist des Tölzer Knabenchores. Sein Bühnendebüt feierte er 1977 im Münchner Staatstheater am Gärtnerplatz als 3. Knabe in Die Zauberflöte. Es folgten Engagements in der Inszenierung von Jean-Pierre Ponnelle bei den Salzburger Festspielen unter Dirigent James Levine, von Hans Werner Henze an der Oper Stuttgart, am Nationaltheater München in der Inszenierung von August Everding und dirigiert von Wolfgang Sawallisch. Ein Auftritt wurde auch im Grand Théâtre de Genève absolviert. Unter Herbert von Karajan sang Tschernek in der Matthäus-Passion bei den Osterfestspielen Salzburg.
Während der Zeit im Tölzer Knabenchor wurden auch zahlreiche andere Konzerte der klassischen Musikliteratur und volkstümlichen Musikliteratur unter Dirigenten wie Claudio Abbado, Nikolaus Harnoncourt, Carl Orff und dem Chorleiter Gerhard Schmidt-Gaden aufgeführt. 1979 spielte der Tölzer Knabenchor für Philips mit dem English Baroque Ensemble Giovanni Battista Pergolesis Stabat mater ein. Beim Münchner Theaterfestival 1977 sang er im von Eberhard Schoener initiierten Konzert-Event Trance-Formation an der Seite von The Police Gregorianische Choräle.

### Bühne
Nach seinem Schauspielstudium war Tschernek von 1990 bis 1993 als festes Ensemblemitglied am Staatstheater Darmstadt und am Theater Basel tätig, anschließend spielte er am Theater Freiburg, Theater am Neumarkt Zürich, Stadttheater Bern, die Volksoper Wien und das Musikfestival Steyr. 2010 arbeitete er mit Nikola Weisse an der Basler Inszenierung von Atlantik Mann, in dem die Liebesgeschichte zwischen Marguerite Duras und Yann Andréa erzählt und reflektiert wird. Die von der Kritik als „wunderbar gefüllte Stunde über die Unerklärlichkeit der Liebe“ bezeichnete Inszenierung ging anschließend auf Gastspielreise. Nachdem er bei den Festspielen Stockerau 2013 die drei Ehemänner in Friedrich Dürrenmatts Klassiker Der Besuch der alten Dame an der Seite von Anne Bennent spielte, verkörperte er bei den Sommerspielen Perchtoldsdorf 2014 drei Grafen in Das Käthchen von Heilbronn unter der Regie von Maria Happel. Sein 1994 in Basel uraufgeführtes Stück Vive la..! wurde 1995 ausgewählt, das Berliner Theatertreffen der Jugend zu eröffnen.

### Film
Das erste Mal im Fernsehen zu sehen war Tschernek 1987 als Polizeischüler in der Serie Löwengrube unter der Regie von Rainer Wolffhardt. 1997 spielte er in Der Bulle von Tölz: Eine Hand wäscht die andere einen jungen Revoluzzer, der ermordet wird. 1998 ermittelte er als Assistent des Schweizer Ermittlungsteams in der Tatort-Episode Am Ende der Welt. Nach einigen Engagements in Fernsehproduktionen spielte Tschnernek in Kinoproduktionen wie Jörg Kalts Crash Test Dummies (2005), und neben Moritz Bleibtreu in Hans Weingartners erfolgreicher Medien-Satire Free Rainer (2007). 2013 hatte er an der Seite von Barbara Sukowa in Margarethe von Trottas Hannah Arendt einen Kurzauftritt als Professor. 2003 veröffentlichte Tschernek mit Badewannenmonolog seinen ersten künstlerischen Experimentalkurzfilm in Eigenproduktion.
Als Sprecher und Erzähler war Tschernek in verschiedenen Kinoproduktionen vertreten. Der Dokumentarfilm Wild Boy 1993 unter der Regie von Josy Meier und Stefan Jung erhielt 1994 den Zürcher Filmpreis und die Bundesqualitätsprämie. 2009 bei dem mit dem Zürcher Filmpreis und dem Europäischen Dokumentarfilmpreis – „Prix ARTE“ ausgezeichnetem Film The Sound of Insects (Das Summen der Insekten) von Peter Liechti lieh er, als Erzähler der Tagebucheinträge, einem im Wald verhungernden Mann seine Stimme.

### Musik
Seit seiner stimmlichen und künstlerischen Ausbildung im Tölzer Knabenchor trat Tschernek immer wieder als Sänger in Erscheinung. 1989 verkörperte Tschernek unter der Regie von Werner Eggenhofer den Zahnarzt in Little Shop Of Horrors am Staatstheater Darmstadt. 1992 spielte er den Torero Tarugo und die Tanzschülerin Quica in Zarzuela (Regie: Herbert Wernicke) und 1997 den Herzog im von Tom Waits komponierten Musical The Black Rider unter der Regie von Pavel Mikulastik. 2004 sang er beim Musikfestival Steyr den Sciarrone in Giacomo Puccinis Tosca. Als Gast von Martin Stepanik und seiner Band Lovely Rita veranstaltete Tschernek 2001 mit eigenen Texten und Gedichten einen experimentellen Liederabend im Wiener Jazzclub Porgy & Bess unter dem Titel h.i.c. hedonistic improvisation concept. 2014 nahm Tschernek im Zuge seiner CD-Veröffentlichung Geist und Geld und Gutesleben mit dem Wiener Musikproduzenten Thomas Mauerhofer und Violinist Klemens Bittmann das Lied von der belebenden Wirkung des Geldes von Bertolt Brecht und Hanns Eisler auf.

### Hörspiel und Radio
Sein Radiodebüt gab Tschernek 1982 im Bayerischen Rundfunk in der Reportage Kind und Verkehr. Seit 1988 ist seine Stimme in ca. 50 Hörspielen und Hörbüchern zu hören. 1990 erschien das ebenfalls mit dem Hessischen Rundfunk produzierte Hörspiel Ripley Under Ground von Patricia Highsmith, das später auch als Hörbuch veröffentlicht wurde. Ab 1992 war Tschernik im Schweizer Radio DRS zu hören, bis 2002 in verschiedenen Hörspielen, darunter das mit dem Prix Europa 1997 ausgezeichnete Der Olympiafähndler und das mit dem Prix Suisse 2002 prämierte Hörspiel Das Duell. Sowohl bei Der Olympiafähndler als auch Das Duell führte Fritz Zaugg Regie, mit dem Tschernek weitere Hörspiele aus der Schweizer Serie Schreckmümpfeli aufnahm. Seit 2001 hat Tschernek im Österreichischen Rundfunk, ORF, insbesondere im Kultursender Ö1 Engagements als Sprecher und Moderator. Dort gestaltete er unter anderem mit Helmut Jasbar die Live-Sendung Ach der Zeitenwandel – die Musik der Ideen, zu Weihnachten 2013 unter dem Titel Seit ein Gespräch wir sind und hören voneinander ein stimmungsvolles Hörbild mit Friedrich Hölderlins Hymnus Friedensfeier.

### Philosophie
Seit 2005 widmet sich Tschernek der Philosophie und veranstaltet seitdem die Lesungsreihe Philosophie Pur in Wien, Graz, Basel und München. Darin trägt er philosophische und theologische Texte vom Evangelium nach Matthäus bis zu Hannah Arendts Vita activa oder Vom tätigen Leben vor. 2005 setzte sich Tschernek in seinem Programm 4x4 Philosophie Pur: Kierkegaard-Nietzsche-Heidegger-Hölderlin in einer „Philosophischen Performance im Permanenten Provisorium“ mit  vier Philosophen auseinander. Außerdem gestaltete Tschernek thematische Lesungsreihen zu Hannah Arendt und Ueber den Tod. Mit ARBEIT – MUßE – FAULHEIT! über den Arbeitsbegriff und den gesellschaftlichen Wandel der Arbeitskultur. In der Veranstaltung Geist und Geld und Gutesleben 2014 im Wiener Radiokulturhaus beleuchtete er die Beziehung von Geist und Geld. Mit dem ORF produzierte er das gleichnamige Hörbuch, auf dem Tschernek der Frage nach dem guten Leben auch mit Kurzhörspielen (u. a. mit den Stimmen von Anne Bennent, Daniel Häni, Kathrin Resetarits und Markus Schleinzer) nachgeht.

## Theater

### Schauspiel
- 1988: Das Leben Eduards des Zweiten / Rolle: Bürger / Regie: Peter Palitzsch / Schauspiel Frankfurt
- 1989: Ein Irrenhaus in Goa / Rolle: Dylan / Regie: Hans Hollmann / Theater Basel
- 1990: Othello / Rolle: Cassio / Regie: Klaus Weise / Staatstheater Darmstadt
- 1990: Der Tausch / Rolle: Louis Laine / Regie: Verena Buß / Staatstheater Darmstadt
- 1991: La Celestina / Rolle: Parmeno / Regie: François-Michel Pesenti / Theater Basel
- 1992: Der Kaufmann von Venedig / Rolle: Lorenzo / Regie: Jossi Wieler / Theater Basel
- 1992: Katzelmacher / Rolle: Franz / Regie: Andreas Kriegenburg / Theater Basel
- 1994: Backroom / Rolle: Alexander / Regie: François-Michel Pesenti / Theater am Neumarkt Zürich
- 1995: Macbeth (Bibalo) / Rolle: Macduff / Regie: Kurt Horres / Stadttheater Bern
- 1996: Der Geizige / Rolle: Cléante / Regie: Helmut Förnbacher / Förnbacher Theater Company, Basel
- 1997: Die Stunde, da wir nichts voneinander wussten / Regie: Kazuko Watanabe / Freiburger Theater
- 1998: Das Gastmahl / Rolle: Alkibiades / Regie: Stephan Müller / Theater am Neumarkt Zürich
- 1999: Faust II / Rolle: Kaiser / Regie: Stephan Müller / Theater am Neumarkt Zürich
- 1999: Schaumspiel – Oper ohne / Rolle: Der Mann / Regie: Sebastian Dietschi / Schlachthaustheater Bern
- 2000: Liza / Rolle: Ralf / Regie: André Becker / Raum33 – Basel
- 2003: Nach der Stimme / Rolle: Rezitator / Regie: Eigenregie / Tournee in Deutschland, Österreich und der Schweiz
- 2004: Eine Nacht in Venedig / Rolle: Der schöne Heinzi / Regie: Michael Sturminger / Volksoper Wien
- 2005: Whispering Bones / Rolle: Mann / Regie: Renate Pitroff / Meyhold Ultd.
- 2005: Kafka / Rolle: Vater / Regie: Christian Nothegger / Amphibientheater
- 2007: Almenrausch & Edelweiß / Rolle: Lorenz Rheintaler / Regie: Ursula Reisenberger / Wien, Leogang
- 2008: Protestanten / Regie: Ursula Reisenberger / Wien, Leogang
- 2010–2012: Atlantik Mann / Rolle: Yann Andréa / Regie: Elias Perrig / Theater Basel, Tournee
- 2011: Mutters Courage / Rolle: Sohn / Regie: Georg Darvas / NTaB Arlesheim, Dornach
- 2012: Die andere Wiener Nacht / Rolle: Entertainer / Regie: Salome Im Hof / Kammerorchester Basel
- 2013: Der Besuch der alten Dame / Rolle: die drei Ehemänner / Regie: Zeno Stanek / Festspiele Stockerau
- 2014: Käthchen von Heilbronn / Rolle: Drei Grafen / Regie: Maria Happel / Sommerspiele Perchtoldsdorf
- 2015: Sommergäste / Rolle: Rjumin / Regie: Michael Sturminger / Landestheater Niederösterreich
- 2019: Onkel Wanja / Rolle: Telegin / Regie: Michael Sturminger / Sommerspiele Perchtoldsdorf

### Regie
- 1993: Bilder einer Baustelle / Alexander Tschernek / Theater Basel
- 1994: Vive la..! / Alexander Tschernek / Theater Basel, Freiburger Theater, Theatertreffen der Jugend (1995)
- 1996: Die Zofen / Jean Genet / Konservatorium Bern

## Oper und Musical
- 1977–1980: Die Zauberflöte / Rolle 3. Knabe / Regie: Jean Pierre Ponelle, August Everding, Hans Werner Henze / Salzburger Festspiele, Nationaltheater München, Staatsoper Stuttgart u. a.
- 1998: Little Shop Of Horrors (Musical) / Rolle: Zahnarzt / Regie: Werner Eggenhofer / Staatstheater Darmstadt
- 1992: Zarzuela / Rolle: Tarugo/Quica / Regie: Herbert Wernicke / Theater Basel
- 1997: The Black Rider / Rolle: Herzog / Regie: Pavel Mikulastik / Freiburger Theater
- 2004: Eine Nacht in Venedig / Rolle: Der schöne Heinzi / Regie: Michael Sturminger / Volksoper Wien
- 2004: Tosca / Rolle: Sciarrone / Regie: Susanne Sommer / Musikfestival Steyr
- 2017: Der Schuss 2-6-1967 UA von Arash Safaian / Rolle: Gholam u. a. / Regie: Fabian Gerhardt / Neuköllner Oper

## Filmographie
- 1987: Löwengrube – TV / Rolle: Polizeischüler / Regie: Rainer Wolffhardt
- 1988: Der Träumer – Kurzspielfilm / Regie: Christian Saal
- 1993: Ein besonderes Paar – TV / Regie: Helmut Förnbacher
- 1994: Ein unvergessliches Wochenende in Sevilla – TV / Regie: Helmut Förnbacher
- 1995: Brennendes Herz – TV / Regie: Peter Patzak
- 1996: SOKO 5113: Das Ritual – TV / Regie: Jürgen Bretzinger
- 1997: Der Bulle von Tölz: Eine Hand wäscht die andere – TV / Regie: Walter Bannert
- 1998: Tatort – Am Ende der Welt – TV / Rolle: Assistent / Regie: Helmut Förnbacher
- 2001: Die Verbrechen des Professor Capellari: Falsche Freunde – TV / Regie: Helmut Metzger
- 2003: Badewannenmonolog – Kurzfilm / Regie: Alexander Tschernek
- 2005: Crash Test Dummies – Kinofilm / Rolle: Dr. Steffan / Regie: Jörg Kalt
- 2007: Free Rainer – Kinofilm / Rolle: Moderator / Regie: Hans Weingartner
- 2008: Der Apfel – Kurzfilm / Regie: Markus Schleinzer
- 2009: Lourdes – Kinofilm / Synchronisation / Regie: Jessica Hausner
- 2009: The Sound of Insects – Dokumentarfilm / Rolle: Erzähler / Regie: Peter Liechti
- 2013: Hannah Arendt – Kinofilm / Rolle: Professor / Regie: Margarethe von Trotta
- 2014: Arbeitstag – Kurzfilm / Regie: Alexander Tschernek & Atzgerei
- 2014: Das Lied von der belebenden Wirkung des Geldes – Musikvideo
- 2014: Mappa Mundi – Animationsfilm / Rolle: Wikispeaks / Regie: Bady Minck
- 2015: Drei Eier im Glas – Kinofilm / Rolle: Manfred / Regie: Antonin Svoboda
- 2016: WINWIN – Kinofilm / Rolle: Anton Tanner / Regie: Daniel Hoesl
- 2018: Alles ist gut – Kinofilm / Rolle: Samuel Bach  / Regie: Eva Trobisch
- 2018: Softness of bodies – Kinofilm / Rolle: Head of Jury / Regie: Jordan Blady
- 2019: Der Fall Collini – Kinofilm / Rolle: Pizzaverkäufer / Regie: Marco Kreuzpaintner

## Diskographie und Hörspiele

### Diskographie
- 1990: Ripley Under Ground von Patricia Highsmith / Regie: Götz Fritsch / Produktion: HR
- 1997: Tante Julia und der Kunstschreiber / Regie: Claude Pierre Salmony und Daniel Howald / Produktion: DRS
- 1997: Der Olympiafähndler von Hanspeter Gschwend / Regie: Fritz Zaugg / Produktion: DRS
- 2002: Monolog & Gedichte / Regie: Alexander Tschernek / Produktion: Eigenproduktion
- 2002: Eurydikes Rückkehr – Hörstück zu Claudio Monteverdis L’Orfeo / Regie: Hannes Glarner / Produktion: Schweizer Radio DRS
- 2014: Geist und Geld und Gutesleben / Regie: Ursula Baatz / Produktion: Österreichischer Rundfunk

### Hörspiele
- 1988: Der Andere von Arthur Schnitzler / Regie: Horst Vollmer / Produktion: HR
- 1989: Der Lügner von Jean Cocteau / Regie: Horst Vollmer / Produktion: HR
- 1990: Ripley Under Ground von Patricia Highsmith / Regie: Götz Fritsch / Produktion: HR und SWF
- 1992: Wunschloses Unglück von Peter Handke / Regie: Claude Pierre Salmony / Produktion: DRS
- 1993: Ein Mann der schläft von Georges Perec / Regie: Franziska Hirsbrunner / Produktion: DRS
- 1993: Code Execute von H.P. Gschwend / Regie: Charles Benoit / Produktion: DRS
- 1993: Betrachtungen von Franz Kafka / Regie: Christian Jauslin / Produktion: DRS
- 1994: Die alten, bösen Lieder von Anne-Lise Grobéty / Produktion: DRS
- 1994: Die Fahrt der White Queen von Gerold Späth / Regie: Mario Hindermann / Produktion: DRS und ORF
- 1995: Gegengesänge – Lyrikcollage / Regie: Claude Pierre Salmony / Produktion: DRS
- 1995: Ein kostbares Geschenk von Waleri Sergejewitsch Popow / Regie: Martin Bopp / Produktion: DRS
- 1996: Lotte in Weimar von Thomas Mann / Produktion: DRS
- 1996: Albanien fressen von D. Z. Mairovitz / Regie: Fritz Zaugg / Produktion: DRS
- 1997: Der Olympiafähndler von H.P. Gschwend / Regie: Fritz Zaugg / Produktion: DRS
- 1997: Tante Julia und der Kunstschreiber – Hörspielserie / Regie: Claude Pierre Salmony / Produktion: DRS
- 1999: Der Fehler von E. Zopfl / Regie: Fritz Zaugg / Produktion: DRS
- 1999: Die Rache der Poeten von Beat Ramseyer / Regie: Fritz Zaugg / Produktion: DRS
- 2000: Das Duell von Fritz Sauter / Regie: Fritz Zaugg / Produktion: DRS
- 2000: Estremadura von G. Binggeli / Regie: Walter Baumgartner / Produktion: DRS
- 2001: Iris Elegantissima von Barbara Frischmuth / Regie: Götz Fritsch / Produktion: ORF und SWR
- 2001: U.S. Amok von Marc Becker / Regie: Charles Benolt / Produktion: DRS
- 2001: Otto geht fremd von Friedrich Bestenreiner / Regie: Fritz Zaugg / Produktion: DRS
- 2001: Der Schaum der Tage von Boris Vian / Regie: Beate Andres / Produktion: DRS und WDR
- 2002: Eurydikes Rückkehr – Hörstück zu Claudio Monteverdis L’Orfeo / Regie: Hannes Glarner / Produktion: DRS
- 2003: Es war einmal ein Spion von Russel Graves / Regie: Harald Krewer / Produktion: ORF und WDR
- 2004: Mithören von Marlene Streeruwitz / Regie: Marlene Streeruwitz / Produktion: ORF
- 2004: Don Schote und Rasante von Birgit Schwaner / Regie: Renate Pitroff / Produktion: ORF
- 2006: Mariposa Azul von Johannes Weinberger / Regie: Harald Krewer / Produktion: ORF
- 2007: Die Wettesser von Clemens Berger / Regie: Harald Krewer / Produktion: ORF
- 2010: Weshalb Griselda nie aufgegeben hat von Balthasar Kübler / Regie: Harald Krewer / Produktion: Schweizer Radio DRS
- 2012: Das Missverständnis von Albert Camus / Regie: Johannes Mayr / Produktion: SRF
- 2014: Machen Sie, was Sie wollen von Sabine Schönfeldt / Regie: Kerstin Schütze / Produktion: ORF
- 2018: Philosophie Pur: Endstation Herrgottswinkel mit Texten von Sören Kierkegaard / Regie: Manuel Schmale / Produktion: ORF
- 2019: Philosophie Pur: Wer schafft die Arbeit?! mit Texten von Hannah Arendt / Regie: Manuel Schmale / Produktion: ORF
- 2022: Philosophie Pur: Sperrmüll Text: Alexander Tschernek / Regie: Susanne Brandt / Produktion: ORF
- 2022: Philosophie Pur: Stihille Naacht von und mit Alexander Tschernek und Susanne Brandt / Produktion: ORF